# Манастир Пустиња (пријепољска)
Манастир Пустиња је српски средњовековни манастир који припада Епархији милешевској Српске православне цркве, налази недалеко од Пријепоља.

## Историја
На простору Велике Жупе обновљена су, највероватније у 15. или 16. веку два манастира: Житин и Пустиња. Први је у долини реке Грачанице у месту званом Луке. Ктитор и храмовна слава нису познати као ни тачно време градње нити када је порушен. Може се претпоставити да је посвећен Благовестима јер се народ, раније, тог дана окупљао у манастирским рушевинама. Обичај је обновљен последњих година. Основне податке о манастиру први је саопштио Милан Кашанин, а исцрпније, у наше време, Марко Поповић. То је једини манастир у долини Лима који нигде није поменут на маргинама црквених књига. Срећна околност је што материјал са њега, по урушењу, због неприступачности, нигде није одношен те би, будућа детаљна истраживања дала одговоре на многа питања везана за манастир.
Други манастир, у народу познат као Пустиња, налази се у клисури Карошевске или Пустињске реке, некад зване Светачица. Поменут је у турском попису Пријепољског кадилука 1572. године као манастир св. Симјона (Симеона столпника). Манастиру је сада храмовна слава Св. Петар и Св. Павле. Приликом обнове манастира извршена су делимична археолошка истраживања. У црквеним књигама из прве половине 20. века великожупски парохијани воде се при храму Св. Петра у Пустињи што значи, да до изградње цркве у Великој Жупи, овај манастир има улогу парохијске цркве..
Из турског периода мало је материјалних остатака. Ово јер је процес исламизације у првим вековима окупације мање захватао сеоске средина, поготово оне удаљене од фреквентних путева. Исламизирано становништво као и прави Турци – војнички и управљачки слој, живели су по касабама у шта су се, постепено, претварале раније караванске станице и трговачка и занатска насеља. Из тог времена датирају нишани тројице паша у Ратајској: Вејсил-паше, Пирин-паше и Ратај-паше. Карактеристичне су за овај период и куле које су градили турски феудални господари по селима. Чувена је била Теркмен-заде кула на Калдрми, делу данашњег Коловрата, као и Салихбеговића кула на Ковачевцу. Недостатак писаних извора и систематских археолошких истраживања не дозвољавају да се ближе говори о насељима и становништву великожупског краја све до друге половине 15. века. Нема потребе набрајати шире познате ствари о припадности овог простора појединим културним групама, кроз праисторију, Аутаријатима у предримском периоду или језгру преднемањићке Србије. Овај крај био у срцу жупе Црна Стена која се помиње код изградње манастира Милешеве. Поделом између Твртка и кнеза Лазара, после освајања поседа Николе Алтомановића, великожупска област постаје гранична према поседима, прво Вука Бранковића и, касније, Деспотовине. Тако је некадашња граница између средњевековних жупа Црна Стена и Љубовиђа, постала граница између Херцеговине и Деспотовине. Она се очувала и у турском периоду као административна граница покрајина – санџака..
Падом Милешевца 1465. године Турци учвршћују власт у овим крајевима.